# 育児不安
育児不安（いくじふあん）は、親が（多くの場合母親が）自分の子供を育てるにあたって感じる、過度の不安や困惑ないし自信のなさからくる漠然とした精神的状態の総称である。  

## 概要
育児不安は、親が子の育児に際して感じる不安（ストレス）などの総称であるが、子供への否定的な感情といった心理的な情緒・感情の変化から、衝動的な攻撃を伴うものまで、かなりの幅がある。これらは「育児ストレス」や「育児ノイローゼ」（「ノイローゼ」）とも表現されるが、そのような病的な状態に至らずとも、もっと漠然とした不安や困惑なども育児不安の語で表される。
ただし、乳幼児の育児について、育児の細々した方法や子供の疾患などで、一時的・瞬間的に不安や戸惑いを覚えるようなものは、これには含めない。育児不安とされるものは、それらのストレスと感じる不安が継続的に続くものとされる。また、出産の直後や産後2,3日から3週間くらいの時期、母親が情緒的に不安定になり涙もろくなったりするものは、「マタニティーブルー」といい、育児不安とは区別する。ただこれは、そのまま改善しない場合、産後うつ症に移行することもある。
この育児不安は、父親に見られることは少ない。その一方で、父親が子育てに非協力な場合、母親が産後うつ病になりやすいことも指摘されている。

## 背景・原因
- 乳幼児とのかかわり自体に嫌悪感、不快感 - 望まない妊娠など。
- 育児の不慣れ - 乳幼児の疾患、発達に関しての情報不足、経験不足。幼児をペット化、ブランド物の服や靴。ただし、幼児の健康には疎い。
- 育児雑誌、他の家庭との比較 - 育児雑誌で何ヶ月でどんな行動とあるのに対して、一喜一憂。他の家庭の子の発達についても同様。
- 育児からの被害妄想、育児での被害者意識 - 幼児の為、自分の時間が拘束、束縛されていると、幼児を逆恨みする場合。度を越すと、虐待（→児童虐待）につながる。

いずれの場合にも、乳幼児の発達と行動、さまざまな疾患についての情報が不足していること、また父親の育児参加の不足、相談相手のないことなどが大きく影響していると見られる。その一方で、先進国一般の現代社会では、育児に関する情報が書籍からインターネットに至るまで溢れている面もあり、あれこれと情報を得た結果として、それらに一貫性が無かったり幾つもの可能性が考えられて、結果的に混乱し不安を覚える場合もある。
自治体では、公立保育園で、電話で育児相談に応じるようなシステムにしているところも多い。また電話相談で頻繁にある質問に対しては、Q&Aのパンフレットを作成し、市役所の担当部署や公立保育園の窓口で配布するといったことも実施されている。

## 報告例
1970年代から、さまざまな報告書が出ている。
- 厚生労働省の「健やか親子21」中間評価報告書　2006年
- 全国保育園連盟「乳幼児をかかえる保護者の子育ての現状」調査報告書 2006年
- 青少年の育成に関する有識者懇談会　2003年